# Eupelmus nigricoxus
Eupelmus nigricoxus är en stekelart som beskrevs av Yoshimoto och Ishii 1965. Eupelmus nigricoxus ingår i släktet Eupelmus och familjen hoppglanssteklar.
Artens utbredningsområde är Guam. Inga underarter finns listade i Catalogue of Life.